# 巴多孔德斯
巴多孔德斯，是西班牙卡斯蒂利亚-莱昂布尔戈斯省的一个市镇。总面积26平方公里，总人口445人（2001年），人口密度17人/平方公里。